# Sigurd Frosterus
Sigurd Frosterus (Asikkala, 4 juni 1876 - Helsinki, 2 maart 1956) was een Finse architect, kunstcriticus en kunstverzamelaar.

## Loopbaan
Frosterus studeerde in 1899 af in de kunstgeschiedenis aan de Universiteit van Helsinki, en behaalde in 1902 bij Gustav Nyström aan het Polytechnisch Instituut zijn diploma in architectuur. Hij was van 1908 tot 1911 redacteur van het architectuurtijdschrift Arkkitehti, schreef ook jarenlang voor het kunsttijdschrift Euterpe en publiceerde boeken over kunsttheorie. In 1920 promoveerde hij op een proefschrift over het kleurgebruik in de kunst.
Frosterus deelde van 1902 tot 1904 een architectenbureau met Gustaf Strengell. Zij tekenden villa's en landhuizen, waaronder Tamminiemi, dat van 1940 tot 1981 de residentie was van de president van Finland (sinds 1987 een museum gewijd aan president Urho Kekkonen).
In 1916 won hij een architectuurwedstrijd voor de bouw van het warenhuis Stockmann in het centrum van Helsinki. Het monumentale gebouw werd pas in 1930 voltooid en is zijn bekendste werk. Hij heeft ook verschillende woonblokken in Helsinki ontworpen, evenals energiecentrales. Van 1918 tot 1935 was Ole Gripenberg zijn compagnon.
Frosterus inspireerde tal van Finse kunstenaars met zijn kunsttheorieën en -kritiek. Zijn gedachten over kleurgebruik beïnvloedden de kunstenaarsgroep Septem, van wie hij de postimpressionistische kunst verzamelde. Zijn schilderijencollectie, met veel werk van Willy Finch en Magnus Enckell, bevindt zich in het museum Amos Rex in Helsinki. Zelf was hij een getalenteerde aquarellenschilder.
Hij was ook een enthousiaste autocoureur en won diverse internationale zeilwedstrijden.

## Werk

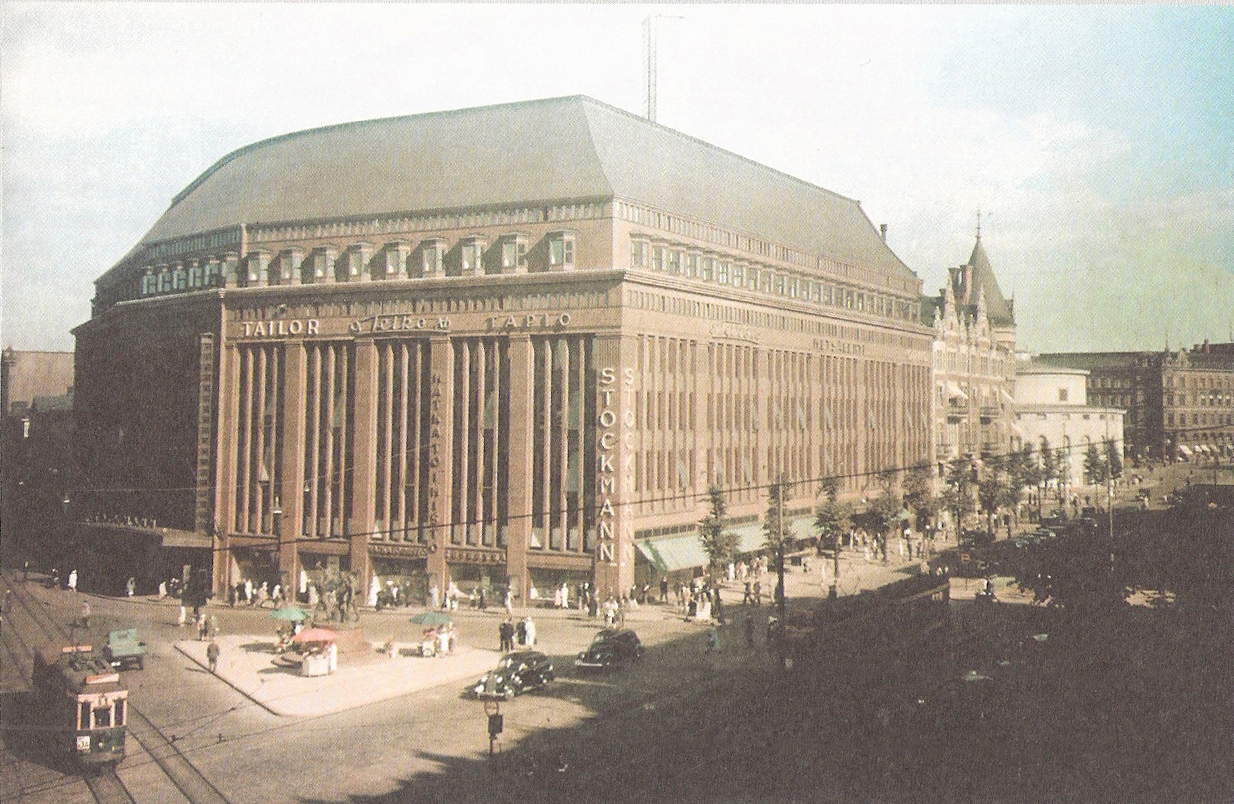
Warenhuis Stockmann in Helsinki in de jaren dertig

- Tamminiemi, Helsinki (samen met Gustaf Strengell), 1904
- Bost Ab Tölögatan, flatgebouw aan Töölönkatu, Helsinki, 1910
- Pahakoski-spoorbrug, Kokemäki (samen met Ole Gripenberg), 1919
- Äetsä energiecentrale, 1921
- Inkeroinen energiecentrale aan de Kymijoki, 1923
- Herenhuis Vanajanlinna, 1924
- Appartementengebouw Mechelin in Etu-Töölö, Helsinki, 1928
- Hoofdkantoor Merita (voorheen S YP), Helsinki, 1929
- Warenhuis Stockmann, Helsinki centrum, 1930
- Helsingin säästöpankki, hoofdkantoor van de bank, 1932
- Yhdyspankki, hoofdkantoor van de bank, 1936
- Isohaara energiecentrale aan de Kemijoki, 1949